# Nisselsdorf

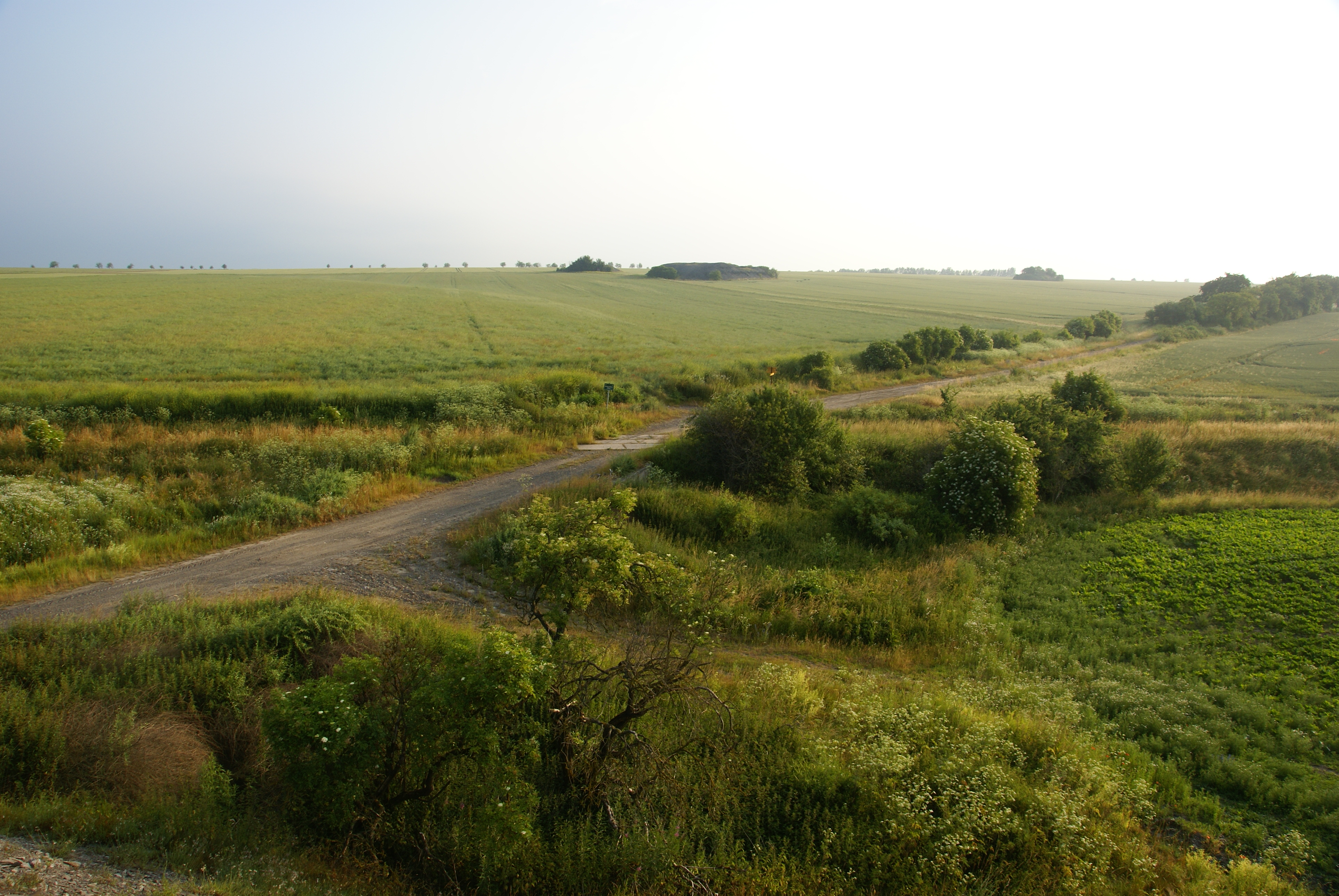
Hier stand Nisselsdorf, vom Dorf selbst ist nichts mehr zu sehen.

Nisselsdorf ist eine Wüstung bei Gerbstedt in Sachsen-Anhalt. Es war eine sehr alte Ortschaft. In der Vergangenheit wurden hier beim Pflügen Silbergegenstände, ein kleiner Backofen und eine römische Münze mit dem Bildnis des Cäsars Volusianus gefunden. Nisselsdorf lag an der Grenze von Schwabengau und Hassegau.

## Geschichte
Am 2. Juli 1046 überwies König Heinrich III. dem Stift Meißen mehrere Güter im Schwabengau, darunter „in locis [...] Mecelesdorf“. Diese urkundliche Erwähnung nimmt auch Möllendorf für sich in Anspruch. Nach der Schlacht am Welfesholz um 1115 soll das Dorf zusammen mit Lodderstedt, Rote Welle, Wesenstedt, Milrode und Disdorf geplündert und verbrannt worden sein.